# Teufelsschmiede

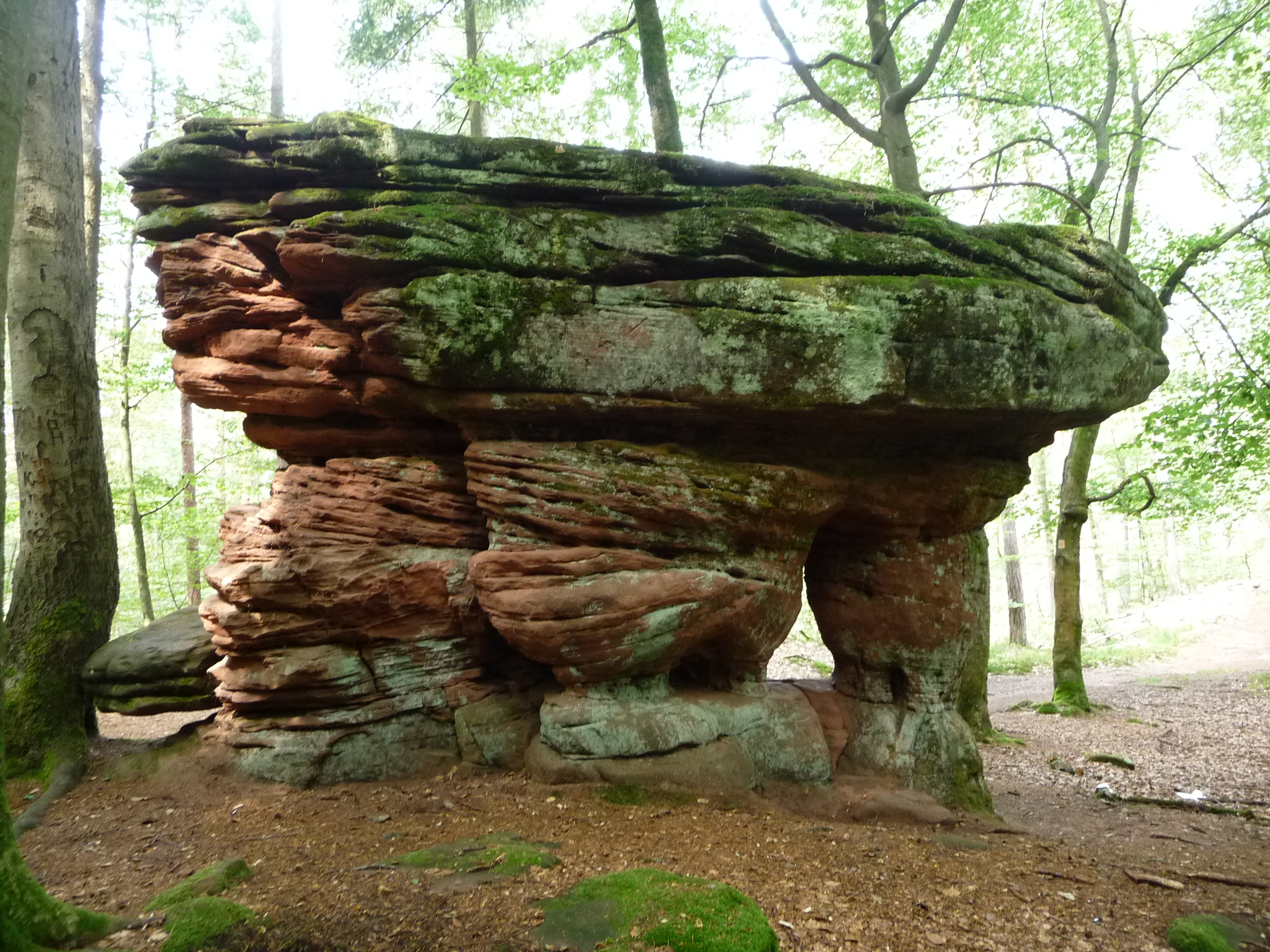
Teufelsschmiede

Die Teufelsschmiede ist eine Felsformation im Pfälzerwald, die zu den Pilzfelsen gehört.
Der Felsen befindet  sich in 320 Metern Höhe im äußersten Nordwesten des Dahner Felsenlandes auf der Waldgemarkung von Hinterweidenthal auf dem Rücken des insgesamt 321 Meter hohen Etschbergs. In unmittelbarer Nähe befinden sich mit der Teufelsküche und dem rund 300 Meter entfernten Teufelstisch weitere Felsformationen sowie seit 2009 der Erlebnispark Teufelstisch. Rund einen Kilometer weiter nordwestlich verläuft der Salzbach, der in diesem Bereich von links den Walmersbach aufnimmt. Rund einen Kilometer südlich und östlich beginnt die Bebauung von Hinterweidenthal.
Der Felsen besteht aus Buntsandstein und hat die Form eines Ambosses, was ihm – zusätzlich als Analogie zum benachbarten Teufelstisch – seinen Namen einbrachte. Geologisch ist er Bestandteil der Rehberg-Schichten.
An ihm vorbei führen der rund 9,5 Kilometer lange Premiumwanderweg Hinterweidenthaler Teufelstisch-Tour und der lokale Rundwanderweg 15.